# Línea 8 (Urbanos de Alcalá de Henares)
La línea 8 de la red de autobuses urbanos de Alcalá de Henares une los barrios de Los Nogales y la Virgen del Val.

## Características
Fue puesta en servicio a mediados de los años 70, con una ruta sin apenas cambios hasta febrero de 2019, cuando amplió su recorrido hasta el Barrio de los Nogales.
Recorre la ciudad en su eje de norte a sureste y viceversa, es decir, comunica el Distrito III (Chorrillo-Garena) con el Distrito V (El Val), pasando por la estación de tren de Alcalá de Henares.
La línea circula exclusivamente por el término municipal de Alcalá de Henares. Como bien se expresa en la numeración interna del CRTM, recibe el número 8005. El primer dígito corresponde a la línea, en este caso la línea 8. Y los últimos tres dígitos corresponden al municipio por el que circula, en este caso 005 corresponde al municipio de Alcalá de Henares.
La línea no mantiene los mismos horarios todo el año, desde el 16 de julio al 31 de agosto se reducen el número de expediciones, además de los días excepcionales vísperas de festivo y festivos de Navidad en los que los horarios también cambian y se reducen.
Está operada por la empresa AlcalaBus (Monbus) mediante la concesión administrativa URCM-005 - Urbano de Alcalá de Henares (Urbanos Comunidad de Madrid) del Consorcio Regional de Transportes de Madrid.

## Horarios

### 1 septiembre - 15 julio
| Lunes a viernes laborables   | Lunes a viernes laborables   | Sábados laborables           | Sábados laborables           | Domingos y festivos          | Domingos y festivos          |
| Los Nogales > Virgen del Val | Virgen del Val > Los Nogales | Los Nogales > Virgen del Val | Virgen del Val > Los Nogales | Los Nogales > Virgen del Val | Virgen del Val > Los Nogales |
| 06:30                        | 06:25                        | 06:40                        | 06:30                        | 07:30                        | 07:30                        |
| 06:50                        | 06:40                        | 07:10                        | 07:00                        | 08:00                        | 08:00                        |
| 07:10                        | 07:00                        | 07:40                        | 07:30                        | 08:30                        | 08:30                        |
| 07:30                        | 07:20                        | 08:10                        | 08:00                        | 09:00                        | 09:00                        |
| 07:50                        | 07:40                        | 08:40                        | 08:30                        | 09:30                        | 09:30                        |
| 08:10                        | 08:00                        | 09:10                        | 09:00                        | 10:00                        | 10:00                        |
| 08:30                        | 08:20                        | 09:40                        | 09:30                        | 10:30                        | 10:30                        |
| 08:50                        | 08:40                        | 10:10                        | 10:00                        | 11:00                        | 11:00                        |
| 09:10                        | 09:00                        | 10:40                        | 10:30                        | 11:30                        | 11:30                        |
| 09:30                        | 09:20                        | 11:10                        | 11:00                        | 12:00                        | 12:00                        |
| 09:50                        | 09:40                        | 11:40                        | 11:30                        | 12:30                        | 12:30                        |
| 10:10                        | 10:00                        | 12:10                        | 12:00                        | 13:00                        | 13:00                        |
| 10:30                        | 10:20                        | 12:40                        | 12:30                        | 13:30                        | 13:30                        |
| 10:50                        | 10:40                        | 13:10                        | 13:00                        | 14:00                        | 14:00                        |
| 11:10                        | 11:00                        | 13:40                        | 13:30                        | 14:30                        | 14:30                        |
| 11:30                        | 11:20                        | 14:10                        | 14:00                        | 15:00                        | 15:00                        |
| 11:50                        | 11:40                        | 14:40                        | 14:30                        | 15:30                        | 15:30                        |
| 12:10                        | 12:00                        | 15:10                        | 15:00                        | 16:00                        | 16:00                        |
| 12:30                        | 12:20                        | 15:40                        | 15:30                        | 16:30                        | 16:30                        |
| 12:50                        | 12:40                        | 16:10                        | 16:00                        | 17:00                        | 17:00                        |
| 13:10                        | 13:00                        | 16:40                        | 16:30                        | 17:30                        | 17:30                        |
| 13:30                        | 13:20                        | 17:10                        | 17:00                        | 18:00                        | 18:00                        |
| 13:50                        | 13:40                        | 17:40                        | 17:30                        | 18:30                        | 18:30                        |
| 14:10                        | 14:00                        | 18:10                        | 18:00                        | 19:00                        | 19:00                        |
| 14:30                        | 14:20                        | 18:40                        | 18:30                        | 19:30                        | 19:30                        |
| 14:50                        | 14:40                        | 19:10                        | 19:00                        | 20:00                        | 20:00                        |
| 15:10                        | 15:00                        | 19:40                        | 19:30                        | 20:30                        | 20:30                        |
| 15:30                        | 15:20                        | 20:10                        | 20:00                        | 21:00                        | 21:00                        |
| 15:50                        | 15:40                        | 20:40                        | 20:30                        | 21:30                        | 21:30                        |
| 16:10                        | 16:00                        | 21:10                        | 21:00                        | 22:00                        | 22:00                        |
| 16:30                        | 16:20                        | 21:40                        | 21:30                        | 22:30                        | 22:30                        |
| 16:50                        | 16:40                        | 22:10                        | 22:00                        | 23:00                        | 23:00                        |
| 17:10                        | 17:00                        | 22:40                        | 22:30                        |                              |                              |
| 17:30                        | 17:20                        | 23:00                        | 23:00                        |                              |                              |
| 17:50                        | 17:40                        | 23:30                        | 23:30                        |                              |                              |
| 18:10                        | 18:00                        | 00:00                        | 00:00                        |                              |                              |
| 18:30                        | 18:20                        |                              |                              |                              |                              |
| 18:50                        | 18:40                        |                              |                              |                              |                              |
| 19:10                        | 19:00                        |                              |                              |                              |                              |
| 19:30                        | 19:20                        |                              |                              |                              |                              |
| 19:50                        | 19:40                        |                              |                              |                              |                              |
| 20:10                        | 20:00                        |                              |                              |                              |                              |
| 20:30                        | 20:20                        |                              |                              |                              |                              |
| 20:50                        | 20:40                        |                              |                              |                              |                              |
| 21:10                        | 21:00                        |                              |                              |                              |                              |
| 21:30                        | 21:20                        |                              |                              |                              |                              |
| 21:50                        | 21:40                        |                              |                              |                              |                              |
| 22:10                        | 22:00                        |                              |                              |                              |                              |
| 22:30                        | 22:20                        |                              |                              |                              |                              |
| 22:50                        | 22:40                        |                              |                              |                              |                              |
| 23:00                        | 23:00                        |                              |                              |                              |                              |
| 23:30                        | 23:30                        |                              |                              |                              |                              |
| 00:00                        | 00:00                        |                              |                              |                              |                              |

### 16 julio - 31 agosto
| Lunes a viernes laborables   | Lunes a viernes laborables   | Sábados laborables           | Sábados laborables           | Domingos y festivos          | Domingos y festivos          |
| Los Nogales > Virgen del Val | Virgen del Val > Los Nogales | Los Nogales > Virgen del Val | Virgen del Val > Los Nogales | Los Nogales > Virgen del Val | Virgen del Val > Los Nogales |
| 06:40                        | 06:40                        | 07:30                        | 07:30                        | 08:30                        | 08:30                        |
| 07:10                        | 07:10                        | 08:00                        | 08:00                        | 09:00                        | 09:00                        |
| 07:40                        | 07:40                        | 08:30                        | 08:30                        | 09:30                        | 09:30                        |
| 08:10                        | 08:10                        | 09:00                        | 09:00                        | 10:00                        | 10:00                        |
| 08:40                        | 08:40                        | 09:30                        | 09:30                        | 10:30                        | 10:30                        |
| 09:10                        | 09:10                        | 10:00                        | 10:00                        | 11:00                        | 11:00                        |
| 09:40                        | 09:40                        | 10:30                        | 10:30                        | 11:30                        | 11:30                        |
| 10:10                        | 10:10                        | 11:00                        | 11:00                        | 12:00                        | 12:00                        |
| 10:40                        | 10:40                        | 11:30                        | 11:30                        | 12:30                        | 12:30                        |
| 11:10                        | 11:10                        | 12:00                        | 12:00                        | 13:00                        | 13:00                        |
| 11:40                        | 11:40                        | 12:30                        | 12:30                        | 13:30                        | 13:30                        |
| 12:10                        | 12:10                        | 13:00                        | 13:00                        | 14:00                        | 14:00                        |
| 12:40                        | 12:40                        | 13:30                        | 13:30                        | 14:30                        | 14:30                        |
| 13:10                        | 13:10                        | 14:00                        | 14:00                        | 15:00                        | 15:00                        |
| 13:40                        | 13:40                        | 14:30                        | 14:30                        | 15:30                        | 15:30                        |
| 14:10                        | 14:10                        | 15:00                        | 15:00                        | 16:00                        | 16:00                        |
| 14:40                        | 14:40                        | 15:30                        | 15:30                        | 16:30                        | 16:30                        |
| 15:10                        | 15:10                        | 16:00                        | 16:00                        | 17:00                        | 17:00                        |
| 15:40                        | 15:40                        | 16:30                        | 16:30                        | 17:30                        | 17:30                        |
| 16:10                        | 16:10                        | 17:00                        | 17:00                        | 18:00                        | 18:00                        |
| 16:40                        | 16:40                        | 17:30                        | 17:30                        | 18:30                        | 18:30                        |
| 17:10                        | 17:10                        | 18:00                        | 18:00                        | 19:00                        | 19:00                        |
| 17:40                        | 17:40                        | 18:30                        | 18:30                        | 19:30                        | 19:30                        |
| 18:10                        | 18:10                        | 19:00                        | 19:00                        | 20:00                        | 20:00                        |
| 18:40                        | 18:40                        | 19:30                        | 19:30                        | 20:30                        | 20:30                        |
| 19:10                        | 19:10                        | 20:00                        | 20:00                        | 21:00                        | 21:00                        |
| 19:40                        | 19:40                        | 20:30                        | 20:30                        | 21:30                        | 21:30                        |
| 20:10                        | 20:10                        | 21:00                        | 21:00                        | 22:00                        | 22:00                        |
| 20:40                        | 20:40                        | 21:30                        | 21:30                        | 22:30                        | 22:30                        |
| 21:10                        | 21:10                        | 22:00                        | 22:00                        |                              |                              |
| 21:40                        | 21:40                        | 22:30                        | 22:30                        |                              |                              |
| 22:10                        | 22:10                        | 23:00                        | 23:00                        |                              |                              |
| 22:40                        | 22:40                        |                              |                              |                              |                              |
| 23:00                        | 23:00                        |                              |                              |                              |                              |
| 23:30                        | 23:30                        |                              |                              |                              |                              |
| 00:00                        | 00:00                        |                              |                              |                              |                              |

## Recorrido y paradas

### Sentido Virgen del Val
| Código | Parada                                      | Común con | Conexión con Cercanías |
| ------ | ------------------------------------------- | --------- | ---------------------- |
| 11575  | Belvis del Jarama - Colegio                 |           |                        |
| 11576  | Av. Alcarria - Belvis del Jarama            | 9 10      |                        |
| 11577  | Valdetorres - Torrejón de Ardoz             |           |                        |
| 12435  | E. Pascual Y Cuéllar - Centro de Jubilados  |           |                        |
| 12436  | León Marchante - Zulema                     |           |                        |
| 06949  | Torrelaguna - Parroquia                     | 7         |                        |
| 06948  | Cánovas del Castillo - Sagasta              | 7         | Alcalá de Henares      |
| 07024  | Sebastián de La Plaza - Eras de San Isidro  | 10        |                        |
| 07018  | Av. Guadalajara - Divino Vallés             | 6 7       |                        |
| 07027  | Mqués. Alonso Martínez - Av. Plaza de Toros | 5 6       |                        |
| 07030  | Av. Juan de Austria - Marqués Alonso Mtnez. | 5         |                        |
| 07033  | Av. Juan de Austria - Galería Comercial     | 5         |                        |
| 07035  | Av. Juan de Austria - Pontevedra            | 5         |                        |
| 07036  | Av. Juan de Austria - Av. Lope de Figueroa  |           |                        |
| 07038  | Av. Castilla - Salamanca                    | 6         |                        |
| 07007  | Valladolid - C. C. El Val                   | 6         |                        |
| 07005  | Av. Virgen del Val - Piscinas               | 6         |                        |
| 09472  | Cuenca - Soria                              | 6         |                        |
| 09473  | Ávila - León                                | 6         |                        |
| 11579  | Ávila - Murcia                              | 6         |                        |

### Sentido Los Nogales
| Código | Parada                                      | Común con               | Conexión con Cercanías |
| ------ | ------------------------------------------- | ----------------------- | ---------------------- |
| 09459  | Ávila - Av. Lope de Figueroa                | 1A 5 6                  |                        |
| 07002  | Ávila - Zaragoza                            | 6                       |                        |
| 07003  | Cuenca - Soria                              | 6                       |                        |
| 07004  | Av. Virgen del Val - Piscinas               | 6                       |                        |
| 09474  | Av. Castilla - C. C. El Val                 | 6                       |                        |
| 07008  | Av. Castilla - Salamanca                    | 6                       |                        |
| 07039  | Av. Lope de Figueroa - Pza. Rguez. de Hita  | 1B 5 229                |                        |
| 07034  | Av. Juan de Austria - Coruña                | 5                       |                        |
| 07032  | Av. Juan de Austria - Diego de Urbina       | 5                       |                        |
| 07031  | Av. Juan de Austria - Marqués Alonso Mtnez. | 5                       |                        |
| 07028  | Mqués. Alonso Martínez - Av. Plaza de Toros | 5                       |                        |
| 07026  | Av. Guadalajara - Brihuega                  | 6 7 231 232 271 272 275 |                        |
| 07023  | Sebastián de La Plaza - Eras de San Isidro  | 2 5 10                  |                        |
| 07022  | P.º Estación - Zuloaga                      | 2 5 10 231 232 271      | Alcalá de Henares      |
| 06950  | Torrelaguna - Parroquia                     | 7                       |                        |
| 19891  | Torrelaguna - Gta. Chorrillo                | 7 260                   |                        |
| 06954  | San Juan del Viso - San Ignacio de Loyola   | 9                       |                        |
| 06953  | Alalpardo - Club de Jubilados               |                         |                        |
| 06952  | Alalpardo - Conservatorio                   | 260                     |                        |
| 11572  | Av. Jesuitas - Padre Llanos                 |                         |                        |
| 11573  | Av. Miguel de Unamuno - Vilches             | 9                       |                        |
| 11574  | Av. Miguel de Unamuno - Pza. Paz            | 9                       |                        |
| 11575  | Belvis del Jarama - Colegio                 |                         |                        |